# 鹿島愛彦
鹿島 愛彦（かしま なるひこ、1935年2月19日 - 2015年8月3日）は、日本の地質学者・洞窟学者。愛媛大学名誉教授。日本ケイビング協会理事、日本地質学会関西支部幹事、日本洞穴学学会会長、日本洞穴学研究所所長等を務めた。

## 略歴
愛媛県温泉郡道後湯之町（現松山市）生まれ。1957年愛媛大学卒業後、愛媛県の公立中学校、高等学校で教鞭をとる。1964年愛媛大学理学部助手に奉職し、1969年”Stratigraphical Studied of the Chichibu Belt in Western Shikoku”で博士号を九州大学より授与。1979年より愛媛大学教養部教授となる。その後の大学改組に伴い農学部へ配置換となり、愛媛大学大学院農学研究科担当となる。2000年退官。
専門は層序学で、四国から九州、沖縄の秩父帯層序を主に研究。また洞窟学にも精通し、率先して洞窟探検を行う等、石灰岩体における地形・地質および洞窟に対しての知見は日本の第一人者であった。
愛媛大学で教鞭をとりながら、国内はもちろん海外での洞窟研究に対する情熱は強く、国内外の研究者との交流も深い。

## 著書
- 分筆執筆『地底探検』学研ワールド科学館シリーズ、学習研究社、1977.
- 上野俊一と共著『洞窟学入門』ブルーバックスB-361、講談社、1978.
- 『愛媛県の歴史と風土（自然編：項目担当）』、創土社、1982。
- 『愛媛県百貨大辞典：項目執筆』愛媛新聞社、1985。
- 高橋治郎・松井宏光と共著『愛媛の自然をたずねて』築地書館、1988、1997。
- 『日本の地質６四国地方：分担執筆』共立出版株式会社、1991。
- 『カルスト用語および関連用語一覧（編集委員）』日本地理学会カルスト地形研究グループ、1993
- 『石鎚山系自然観察入門（秡川国安編者：共著）』愛媛県文化振興財団、1995。
- 『すねぐろの洞穴行脚』明示印刷、1995。

## メディア関係
- 『NHK夏休み特集：地底湖の謎－謎の大洞窟』NHK、1981。